# Jakob Silfverberg
Erik Jakob Silfverberg, ursprungligen Ekström, född 13 oktober 1990 i Gävle, är en svensk ishockeyspelare som för spelar för Brynäs IF i SHL. Han har tidigare spelat för Ottawa Senators, samt i Anaheim Ducks i NHL.

## Biografi
Silfverberg valdes i andra rundan som 39:e spelaren totalt av Ottawa Senators vid NHL Entry Draft 2009.
Han spelade med Sveriges U18-juniorlandslag i ishockey i Ivan Hlinkas minnesturnering 2007 där Sverige erövrade guldmedaljerna. Inför juniorvärldsmästerskapen i Vancouver, Kanada 2009 blev han uttagen till den svenska truppen av Pär Mårts till Juniorvärldsmästerskapet i ishockey 2010 och var där med och vann bronsmedaljer med juniorlandslaget.
Säsongen 2011/2012 i SHL (dåvarande Elitserien i ishockey) blev Silfverbergs stora genombrott. Han gjorde 54 poäng varav 24 mål på 49 grundseriematcher för Brynäs, slutade tvåa i poängligan (efter Robert Rosén på 60 poäng) och tilldelades Guldhjälmen som Elitseriens mest värdefulle spelare. I slutspelet under samma säsong ledde han sitt Brynäs till SM-guld under klubbens 100-årsjubileum med sina 20 poäng, varav 13 mål, och slog därmed Daniel Alfredssons målrekord i svenskt ishockeyslutspel, som var på 12 mål. Han fick motta Guldpucken, som säsongens främste svenska spelare.
Silfverberg tillhörde Anaheim Ducks efter en bytesaffär där Anaheim:s Bobby Ryan gick till Ottawa Senators. Han tillhörde tidigare Ottawa Senators  där han under sin första säsong i NHL mäktade med 23 poäng på 60 matcher.
Den 15 april 2024 annonserade Brynäs IF att Silfverberg har skrivit på för klubben i 2 år, d.v.s. över säsongen 25/26.
Silfverberg är son till Jan-Erik Silfverberg och brorson till Conny Silfverberg.

## Statistik

### Klubbkarriär
| 2008–09    | Brynäs IF           | SHL        | 16  | 3  | 1  | 4   | 2   | 4  | 0  | 0  | 0  | 2  |
| 2009–10    | Brynäs IF           | SHL        | 48  | 8  | 8  | 16  | 4   | 5  | 1  | 1  | 2  | 2  |
| 2010–11    | Brynäs IF           | SEL        | 53  | 18 | 16 | 34  | 16  | 5  | 0  | 4  | 4  | 2  |
| 2011–12    | Brynäs IF           | SHL        | 49  | 24 | 30 | 54  | 10  | 16 | 13 | 7  | 20 | 4  |
| 2011–12    | Ottawa Senators     | NHL        | —   | —  | —  | —   | —   | 2  | 0  | 0  | 0  | 2  |
| 2012–13    | Binghamton Senators | AHL        | 34  | 13 | 16 | 29  | 2   | —  | —  | —  | —  | —  |
| 2012–13    | Ottawa Senators     | NHL        | 48  | 10 | 9  | 19  | 12  | 10 | 2  | 2  | 4  | 2  |
| 2013–14    | Anaheim Ducks       | NHL        | 52  | 10 | 13 | 23  | 12  | 13 | 2  | 0  | 2  | 4  |
| 2014–15    | Anaheim Ducks       | NHL        | 81  | 13 | 26 | 39  | 24  | 16 | 4  | 14 | 18 | 16 |
| 2015–16    | Anaheim Ducks       | NHL        | 82  | 20 | 19 | 39  | 32  | 7  | 0  | 5  | 5  | 6  |
| 2016–17    | Anaheim Ducks       | NHL        | 79  | 23 | 26 | 49  | 20  | 17 | 9  | 5  | 14 | 6  |
| NHL totalt | NHL totalt          | NHL totalt | 342 | 76 | 93 | 169 | 100 | 65 | 17 | 26 | 43 | 36 |
| SHL totalt | SHL totalt          | SHL totalt | 166 | 53 | 55 | 108 | 32  | 30 | 14 | 12 | 26 | 10 |

### Internationellt
| År            | Lag           | Turnering     | Matcher | Mål | Assist | Poäng | Utv |
| ------------- | ------------- | ------------- | ------- | --- | ------ | ----- | --- |
| 2008          | Sverige       | U18-VM        | 5       | 1   | 2      | 3     | 2   |
| 2010          | Sverige       | JVM           | 6       | 3   | 2      | 5     | 0   |
| 2011          | Sverige       | VM            | 9       | 0   | 1      | 1     | 2   |
| 2012          | Sverige       | VM            | 8       | 2   | 0      | 2     | 2   |
| 2014          | Sverige       | OS            | 6       | 0   | 1      | 1     | 2   |
| Senior totalt | Senior totalt | Senior totalt | 23      | 2   | 2      | 4     | 6   |
| Junior totalt | Junior totalt | Junior totalt | 11      | 4   | 4      | 8     | 2   |

## Meriter
- J20 Superelit SM-guld 2009
- J20 Superelit SM-silver 2010
- Guld i U-18 Junior World Cup, Ivan Hlinkas minnesturnering 2007
- JVM-brons 2010
- Guldhjälmen 2012
- SM-Guld 2012 med Brynäs IF
- Guldpucken 2012
- Stefan Liv Memorial Trophy 2012
- Rinkens riddare 2012 & 2025
- Årets Mål 2012